# پارکلاین، آیداهو
پارکلاین (به انگلیسی: Parkline) یک منطقهٔ مسکونی در ایالات متحده آمریکا است که در شهرستان بنوا، آیداهو واقع شده‌است. پارکلاین ۸۰ نفر جمعیت دارد و ۶۷۲ متر بالاتر از سطح دریا واقع شده‌است.